# Truman-Doktrin

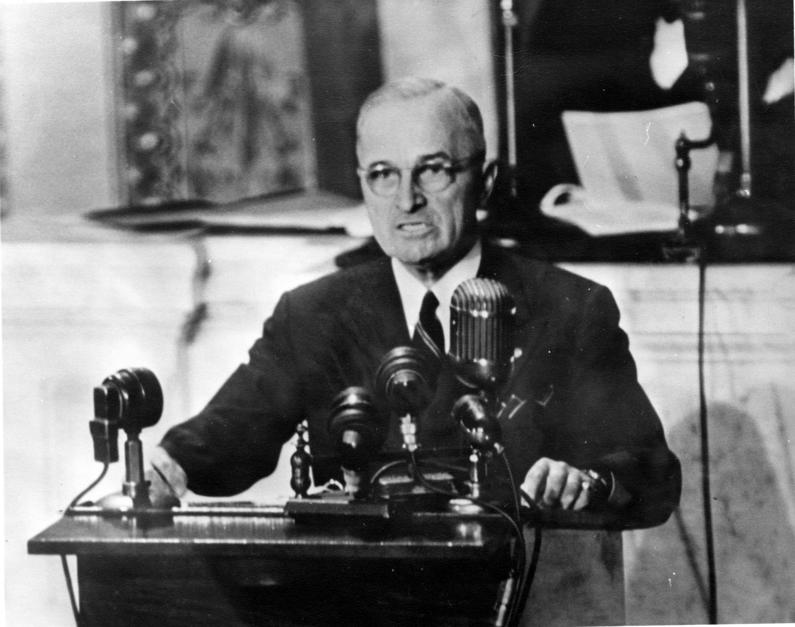
US-Präsident Harry S. Truman während der Rede

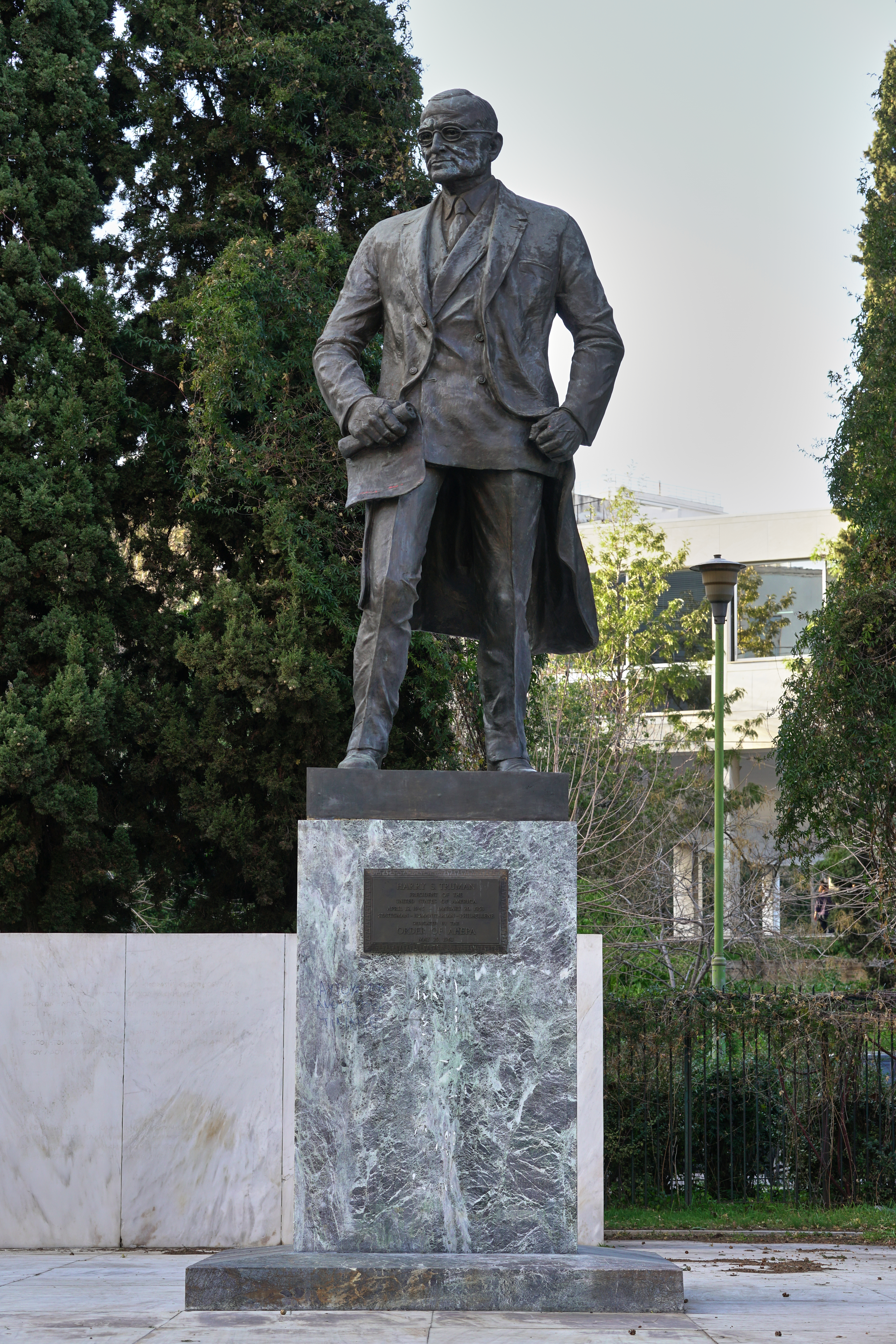
Truman hält in der Rechten die Truman-Doktrin. Denkmal in Athen (1963)

Am 12. März 1947 gab der US-amerikanische Präsident Harry S. Truman vor dem US-Kongress eine Erklärung ab, die als sogenannte Truman-Doktrin in die Geschichte einging. Nach dieser Doktrin sollte es zum außenpolitischen Grundsatz der Vereinigten Staaten von Amerika werden, „freien Völkern beizustehen, die sich der angestrebten Unterwerfung durch bewaffnete Minderheiten oder durch äußeren Druck widersetzen“. Ziel der Doktrin war es, die Expansion der Sowjetunion aufzuhalten, und Regierungen im Widerstand gegen den Kommunismus zu unterstützen.
Truman erklärte, dass die USA bereit seien, dem dringenden Appell der griechischen Regierung um wirtschaftliche und militärische Unterstützung im Griechischen Bürgerkrieg nachzukommen. Auch die Türkei, die sich in einer ähnlichen Situation wie Griechenland befand, solle amerikanische Hilfe erhalten.
Die Truman-Doktrin bedeutete das Ende der amerikanischen Kriegskoalition mit der Sowjetunion und markiert den Beginn des Kalten Krieges. Mit ihr beginnt das finanzielle Engagement der USA in der Containment-Politik.

## Vorgeschichte
Den Anlass boten die Vorgänge im Iran. Beginnend im August 1941 hatten die alliierten Truppen den neutralen Iran gemeinsam besetzt. Damit war ein Korridor für westliche Waffenlieferungen an die Sowjetunion geschaffen worden, die sich im Abwehrkampf gegen den NS-Staat befand. Nach dem Krieg war diese gemeinsame Zielsetzung entfallen und es entwickelte sich zwischen USA und Sowjetunion eine macht- und interessenpolitische Konfrontation. Stalin weigerte sich, den auf der Konferenz von Teheran 1943 gemeinsam gefassten Beschluss zu befolgen, mit Kriegsende auch die sowjetischen Truppen aus dem Iran abzuziehen. Der neu geschaffene Sicherheitsrat der Vereinten Nationen hatte als erste politische Krise die Irankrise zu bewältigen, Stalin zog schließlich im Mai 1946 seine Truppen ab. Bereits im Oktober 1941 hatte Stalin die kommunistische Tudeh-Partei ins Leben gerufen und die aserbaidschanische und die kurdische Autonomiebewegung unterstützt. Die USA hatten zudem den Wettbewerb um die Konzessionen für die Förderung der iranischen Ölvorkommen gewonnen, während die Sowjetunion eine iranisch-sowjetische Ölgesellschaft mit sowjetischer Mehrheitsbeteiligung forderte. Dass schließlich autonome sowjetfreundliche Satelliten-Republiken ausgerufen wurden, provozierte die Vereinigten Staaten zu einer atomaren Drohung.
Speziell waren in der damaligen Situation die Länder Türkei, Griechenland und Iran, aber im Rückblick auch Deutschland und Österreich gemeint. Griechenland und der Türkei wurde damit angeboten, sich mit amerikanischer Hilfe einer Sowjetisierung zu widersetzen. Die Türkei stand seit 1945 unter dem Druck der UdSSR, die unter anderem territoriale Forderungen stellte. In Griechenland tobte seit 1946 ein erneuter Bürgerkrieg, und das Vereinigte Königreich sah sich wirtschaftlich nicht mehr allein in der Lage, die konservative griechische Regierung gegen die aus dem antifaschistischen Widerstand hervorgegangene und kommunistisch dominierte Rebellenarmee zu unterstützen. Als Großbritannien im Frühjahr 1947 aus finanziellen Gründen die Intervention in Griechenland aufgab, unterstützten die USA die monarchistische Partei im Bürgerkrieg. In der Trumandoktrin vom 12. März 1947 verband der amerikanische Präsident die Auslandshilfe an Griechenland und an die Türkei mit einem globalen Führungsanspruch; Aufgabe der USA sei es, die „freien Völker der Welt“ gegenüber den „totalitären Regimen“ zu schützen. Dies war ein deutliches Signal, dass die USA die Zusammenarbeit mit der Sowjetunion aufgaben und sich auf eine längere Konfrontation der Systeme einrichteten. Schon einen Monat später sprach man vom „Kalten Krieg“.
Die Truman-Doktrin, in der zwei unterschiedliche Lebensformen einander provokativ gegenübergestellt wurden, nämlich die Lebensform der Freiheit und des Totalitarismus, erhob einen universellen Anspruch. Sie stand damit am Anfang einer amerikanischen „Eindämmungspolitik“ (containment policy) gegenüber der UdSSR. Stalins Mitarbeiter Schdanow erläuterte am 27. September 1947 auf der Gründungsversammlung der Kominform die Zwei-Lager-Theorie, woraus sich schließlich der Kalte Krieg entwickelte.

## Rechtfertigung für die Eindämmungspolitik
Auch das US-amerikanische Engagement im Koreakrieg und der Marshallplan wurden mit den Argumenten der Truman-Doktrin begründet. Durch die Truman-Doktrin wurde der außenpolitische Aspekt der Monroe-Doktrin endgültig abgelöst. Sie bildet auch die Rechtfertigung für die Intervention der USA in innere Konflikte anderer Nationen, etwa im Griechischen Bürgerkrieg, im Koreakrieg oder in Vietnam. Die „Eindämmung“ des kommunistischen Machtbereichs zugunsten der „freien Welt“ weist den USA faktisch die Rolle einer globalen Ordnungsmacht zu – im Gegensatz zur in der Zwischenkriegszeit herrschenden Politik des Isolationismus.
Dieser Anspruch der USA als globale Ordnungsmacht spielt auch nach dem Ende des Kalten Krieges im „Krieg gegen den Terror“ noch eine große Rolle.

## Wortlaut (Auszug)
Rede von US-Präsident Harry S. Truman am 12. März 1947 vor beiden Häusern des Kongresses.

„Zum gegenwärtigen Zeitpunkt der Weltgeschichte muss fast jede Nation zwischen alternativen Lebensformen wählen. Nur zu oft ist diese Wahl nicht frei. Die eine Lebensform gründet sich auf den Willen der Mehrheit und ist gekennzeichnet durch freie Institutionen, repräsentative Regierungsform, freie Wahlen, Garantien für die persönliche Freiheit, Rede- und Religionsfreiheit und Freiheit von politischer Unterdrückung. Die andere Lebensform gründet sich auf den Willen einer Minderheit, den diese der Mehrheit gewaltsam aufzwingt. Sie stützt sich auf Terror und Unterdrückung, auf die Zensur von Presse und Rundfunk, auf manipulierte Wahlen und auf den Entzug der persönlichen Freiheiten. Ich glaube, es muss die Politik der Vereinigten Staaten sein, freien Völkern beizustehen, die sich der angestrebten Unterwerfung durch bewaffnete Minderheiten oder durch äußeren Druck widersetzen. Ich glaube, wir müssen allen freien Völkern helfen, damit sie ihre Geschicke auf ihre Weise selbst bestimmen können. Unter einem solchen Beistand verstehe ich vor allem wirtschaftliche und finanzielle Hilfe, die die Grundlage für wirtschaftliche Stabilität und geordnete politische Verhältnisse bildet. Die Welt ist nicht statisch und der Status quo ist nicht heilig. Aber wir können keine Veränderungen des status quo erlauben, die durch Zwangsmethoden oder Tricks wie der politischen Infiltration unter Verletzung der Charta der Vereinten Nationen erfolgen. Wenn sie freien und unabhängigen Nationen helfen, ihre Freiheit zu bewahren, verwirklichen die Vereinigten Staaten die Prinzipien der Vereinten Nationen. Die freien Völker der Welt rechnen auf unsere Unterstützung in ihrem Kampf um die Freiheit. Wenn wir in unserer Führungsrolle zaudern, gefährden wir den Frieden der Welt - und wir schaden mit Sicherheit der Wohlfahrt unserer eigenen Nation. […]“